# Крис Дрюри
Крис Дрюри (на английски: Christopher Drury) е бивш американски хокеист. Бил е капитан е на отбора на Ню Йорк Рейнджърс и е играл на позиция център нападател. Висок е 179 см и тежи 86 кг.
С отбора на САЩ печели два пъти сребърен медал на Зимните олимпийски игри 2002 и 2010.

## Кариера
Като малък тренира освен хокей и бейзбол. Започва да играе сериозно хокей през 1994 в отбора на Университета на Бостън. През 1998 печели Наградата Хоби Бейкър за най-добър играч в колежанското първенство.
Кариерата му в НХЛ стартира в отбора на Колорадо Аваланч през сезон 1998 – 1999. През дебютния си сезон отбелязва 44 точки и печели наградата за Новобранец на годината в НХЛ. С отбора на Колорадо Аваланч през 2001 печели Купа Стенли, отбелязвайки 65 точки през сезона.
Следващия сезон обаче формата на Дрюри спада и той е продаден на Калгари Флеймс през 2002, а година по-късно е препродаден на Бъфало Сейбърс. Въпреки разочарованието си от смяната на два отбора в два последователни сезона, Дрюри стабилизира играта си и се превръща във важна фигура в състава на Бъфало. Така през сезон 2006 – 2007 става втори капитан на отбора и отбелязва 37 гола (69 точки), помагайки на Бъфало да достигне до финала на Източната конференция.
След края на сезона подписва с Ню Йорк Рейнджърс петгодишен договор на стойност $35.25 милиона. Първият си сезон завършва с 58 точки – на трето място в отбора. След напускането на Яромир Ягър е избран за капитан на отбора на 3 октомври 2008. Той е едва вторият роден в САЩ, капитан на Рейнджърс.
През август 2011 г. обявява своето отказване от хокея, една година преди да му изтече договора с Рейнджърс, поради контузия в колената.

## Награди
- Сребърен олимпийски медал – 2002, 2010
- Купа Стенли – 2001
- Калдър мемориален трофей – 1999
- Колежански шампион – 1995